# Leionuncia levis
Leionuncia levis is een hooiwagen uit de familie Triaenonychidae.